# 浜松市立佐鳴台小学校
浜松市立佐鳴台小学校（はままつしりつ さなるだいしょうがっこう）は、静岡県浜松市中央区佐鳴台三丁目にある公立小学校。

## 沿革
- 1976年（昭和51年）7月 - 浜松市立佐鳴台小学校開校

現在に至る

## 主な周辺施設
- 浜松市立佐鳴台中学校
- 佐鳴湖病院
- 三社山神社
- 浜松市博物館
- 蜆塚遺跡
- イオン浜松西ショッピングセンター

## 学区
中区
- 佐鳴台一～六丁目

## 交通
- 遠鉄バス掛塚さなる台線 ｢佐鳴台三丁目｣停留所から、徒歩2分

## 関連事項
- 静岡県小学校一覧
- 佐鳴湖
- 佐鳴台